# فيليب فريدمان (كاتب)
فيليب فريدمان (بالإنجليزية: Philip Friedman)‏ (8 يناير 1944)؛ محامي وروائي بولندي.

## روابط خارجية
- فيليب فريدمان على موقع IMDb (الإنجليزية)
- فيليب فريدمان على موقع قاعدة بيانات الفيلم (الإنجليزية)